# Väva vadmal
Väva vadmal är en svensk folkdans från 1800-talet. En föregångare finns dock beskriven under namnet Branicula ("Lilla branlen") i Baron Fredrik Åkerhielms dansbok från 1785. Denna Branicula har troligtvis uppblandats med element från sånglekar som den folkliga Getabocksdansen, och så småningom givit upphov till Väva vadmal. Dansen är en kontradans som dansas parvis på linje med ett flertal olika turer som leds av det så kallade springparet. Varianter på dansen finns upptecknade på ett flertal orter, bland annat Delsbo, Bjuv, Bjäre och Rönneberga. 
Hos Årstafrun Märta Helena Reenstierna dansades den 8 mars 1800 bland annat Linväfvaredans, vilken har tolkats som ”Väva valmar”/”Väva vadmal”.
Vadmal är en typ av hårt valkat ylle som var mycket vanlig i allmogens dräkt runtom i Sverige. Att dansen tillkommit för att beskriva vadmalsberedning är dock en efterkonstruktion som uppkommit när man satt sångtext till melodin. Många av dansens turer är gamla och återfinns i engelska och franska kontradanser från 1600- och 1700-talen.
Väva vadmal lär har varit den amerikanske presidenten Theodore Roosevelts favoritdans. Han ska ha lärt sig den från familjens svenska tjänarinnor.